# Trichoboscis crocosema
Trichoboscis crocosema är en fjärilsart som beskrevs av Edward Meyrick 1929. Trichoboscis crocosema ingår i släktet Trichoboscis och familjen Lecithoceridae. Inga underarter finns listade i Catalogue of Life.